# Войлошников, Павел Иванович
Па́вел Ива́нович Войло́шников (29 декабря 1878 [10 января 1879], станица Цаган-Олуевская, Забайкальская область — 19 ноября 1938, Иркутск) — русский казачий офицер, спортсмен: серебряный призёр летних Олимпийских игр 1912 года в Стокгольме по стрельбе из пистолета.

## Биография
Потомственный казак, православного вероисповедания. Сын коллежского асессора, военного чиновника Забайкальского казачьего войска.
Окончил Сибирский кадетский корпус (в Омске) и Николаевское кавалерийское училище (в С.-Петербурге). В 1901 году выпущен из юнкеров в хорунжие в 1-й Верхнеудинский полк Забайкальского казачьего войска, действовавший в Китае. В 1902—1903 годах служил в Порт-Артуре.
Участник русско-японской войны.
Когда началась война, 4-я сотня полка, в которой служил П. И. Войлошников, стояла отдельно от полка в Порт-Артуре. Казаки этой сотни вели разведку, патрулировали город, участвовали в кровопролитных боях при обороне Порт-Артура, охраняли штаб и квартиру коменданта крепости генерал-лейтенанта Стесселя. В начальный период обороны Порт-Артура хорунжий Войлошников, выполняя задание командования, пробрался через занятую японцами территорию в расположение главных сил русской армии и в дальнейшем в Порт-Артур не возвращался, — воевал в составе своего полка на просторах Маньчжурии. В боях был ранен, за боевые отличия награждён четырьмя орденами.
В период Революции 1905 года — участник подавления вооружённого восстания во Владивостоке в 1906 году; произведен в сотники.
В 1909 году переведен хорунжим в лейб-гвардии Сводно-Казачий полк. Служил в Забайкальской полусотне 4-й Приамурской сотни полка. С 1910 года — сотник лейб-гвардии. За выслугу лет в 1911 году произведен в подъесаулы (Высочайшим Приказом от 06.12.1911, со старшинством с 09.08.1910). Активно занимался спортом, был отличным стрелком.
В 1912 году Павел Войлошников вошёл в состав олимпийской сборной Российской империи. Кроме него, в команду стрелков из пистолета, завоевавшую серебряные медали, входили офицеры Амо́с Каш, Николай Мельницкий и Георгий Пантелеймонов. Также по результатам командной стрельбы из произвольного пистолета был награждён «Почётным призовым дипломом».
Участник Первой мировой войны. В 1914 году подъесаул Войлошников — командующий 4-й Приамурской сотней лейб-гвардии Сводно-Казачьего полка. В 1915 году за отличия в боях пожалован мечами к имеющемуся ордену Святого Станислава 2-й степени; произведен в есаулы, затем, за боевые отличия, — в войсковые старшины. В 1916 году произведен в полковники. В октябре 1916 — временно командующий полком, с декабря 1916 — помощник командира полка по строевой части. 7 июня 1917 года назначен командующим 1-м Аргунским конным полком.
Участник Гражданской войны и Белого движения в Сибири. 
 В 1918—1920 годах — командующий ряда кавалерийских и казачьих бригад в армии Колчака, генерал-майор. За годы военной службы был ранен 14 раз.
После поражения Белой армии остался в Советской России.
15 марта 1920 года арестован в Иркутске как белый офицер. 14 ноября 1920 доставлен в Москву и заключён в Бутырскую тюрьму. Приговорен к 10-ти годам концлагерей (Красный террор), содержался в московском Ново-Песковском концентрационном лагере, затем выслан в Сибирь.
В 30-х годах XX века, после освобождения, работал чертёжником отдела капитального строительства строительного управления в Иркутске.
15 ноября 1937 года арестован. 5 сентября 1938 года приговорён по статьям 58-1 "а", 58-2, 58-8 УК РСФСР к высшей мере наказания. 19 ноября 1938 — расстрелян (Большой террор).
Реабилитирован определением Военного трибунала Воронежского военного округа от 20 сентября 1957 года.

## Награды
- Медаль «За поход в Китай» (1901)
- Орден Святой Анны 4-й степени с надписью «За храбрость» (утв. ВП от 06.10.1904)
- Орден Святой Анны 3-й степени с мечами и бантом (утв. ВП от 21.09.1905)
- Орден Святого Станислава 3-й степени с мечами и бантом (утв. ВП от 19.12.1905)
- Орден Святого Владимира 4-й степени с мечами и бантом (утв. ВП от 30.01.1906)
- Медаль «В память русско-японской войны» (1907)
- Орден Святого Станислава 2-й степени (ВП от 06.12.1911)
- Медаль «В память 300-летия царствования дома Романовых» (1913)
- Крест «За Порт-Артур» (1914)
- мечи к ордену Святого Станислава 2-й степени (ВП от 05.03.1915)
- Орден Святой Анны 2-й степени с мечами (1917)